# Non voglio ritrovare il tuo nome
Non voglio ritrovare il tuo nome è un singolo del gruppo rock italiano Afterhours, pubblicato nel 2016 ed estratto dall'album Folfiri o Folfox.

## Tracce
- Download digitale

1. Non voglio ritrovare il tuo nome – 4:17

## Video
Il videoclip della canzone è stato scritto e diretto da Giacomo Triglia e vede la partecipazione dell'attrice Elettra Capuano.

## Formazione
- Manuel Agnelli - voce, chitarra
- Xabier Iriondo - chitarra
- Roberto Dell'Era - basso
- Rodrigo D'Erasmo - violino
- Fabio Rondanini - batteria
- Stefano Pilia - chitarra